# یواس‌اس فوت (دی‌دی-۱۶۹)
یواس‌اس فوت (دی‌دی-۱۶۹) (به انگلیسی: USS Foote (DD-169)) یک کشتی بود که طول آن ۳۱۴ فوت ۵ اینچ (۹۵٫۸۳ متر) بود. این کشتی در سال ۱۹۱۸ ساخته شد.